# 中西学
中西学（日语：／ Nakanishi Manabu，1967年1月22日—），日本男子摔角运动员。他曾代表日本参加亚洲摔跤锦标赛，获得一枚铜牌。他也曾参加1990年亚洲运动会和1992年夏季奥林匹克运动会。